# Dane (Wisconsin)
Dane – miasto w Stanach Zjednoczonych, w stanie Wisconsin, w hrabstwie Dane.